# Esther Corral Díaz
Esther Corral Díaz (Begonte, Lugo; 12 de julio de 1961) es una filóloga española, profesora titular en la Universidad de Santiago de Compostela en el área de filología románica. Es también directora del proyecto "Voces de mulleres na Idade Media" (en castellano: Voces de mujeres en la Edad Media).